# Izquierda Anticapitalista de los Trabajadores
La Izquierda Anticapitalista de los Trabajadores (IAT) fue un partido político de extrema izquierda chileno fundado en 2018.

## Historia
Fue creado de forma instrumental para fusionarse con el Partido de Trabajadores Revolucionarios (PTR), pero el objetivo falló luego que el Servicio Electoral (Servel) disolviera el PTR. Así la IAT quedó como el único movimiento trotskista legalizado en Chile.
El partido fue inscrito en 13 de abril de 2018 y fue reconocido por el Servel en las regiones de La Araucanía, Los Ríos y Los Lagos. El 27 de abril de 2020 el Servel acogió la inscripción del partido en la Región de Antofagasta.
Para el plebiscito nacional de 2020 por una nueva constitución y el órgano redactor de ésta, la IAT se ha manifestado a favor de la opción «Apruebo», pero oponiéndose tanto a la Convención Mixta como la Convención Constitucional, proponiendo e impulsando una asamblea constituyente libre y soberana.
Mediante el Consejo General de IAT realizado el 28 de octubre de 2020 se decidió cambiar el nombre de la agrupación a Partido de Trabajadores Revolucionarios, retornando de esta forma a su denominación inicial.

## Directiva
- Presidente: Bárbara Brito Carrasco[6]
- Secretario General: Dauno Tótoro Navarro
- Tesorero: María Isabel Martínez Lizama